# NGC 972
NGC 972 è una galassia a spirale nella costellazione dell'Ariete, scoperta nel 1784 da William Herschel.
Nell'immagine scattata dal telescopio spaziale Hubble si osserva che la galassia è in espansione e i bagliori arancioni sono generati dalle stelle giovani che riscaldano le vicine nuvole di gas idrogeno.

Dà il nome al Gruppo di NGC 972, un gruppo di galassie del quale fanno parte anche NGC 1012, NGC 1056, UGC 1958, UGC 2017, UGC 2053 e UGC 2221.